# Unidos do Parque Aeroporto
O GRCES Unidos do Parque Aeroporto é uma agremiação carnavalesca da cidade de Taubaté, interior de São Paulo. Foi fundada em 28 de fevereiro de 1993, por iniciativa das pessoas que pulavam carnaval no bloco "Vai Quem Quer", que se reuniam num bar da região. Desde a fundação a escola ficou alternando entre a terceira e segunda colocações do carnaval taubateano, até seu rebaixamento. Em 2009 obteve o título do grupo de acesso, fato que se repetiu em 2014 e 2016. Já em 2018 a escola foi campeã do carnaval pela primeira vez! E em 2019, ela conseguiu a segunda colocação, sendo então, vice-campeã.

## Segmentos

### Presidentes
| Nome                      | Mandato        | Ref.  |
| ------------------------- | -------------- | ----- |
| Cecília Gabriel de Castro | ? - atualidade | [ 4 ] |

### Diretores
| Ano  | Diretor de Carnaval | Diretor geral de harmonia | Mestre de bateria | Ref.  |
| ---- | ------------------- | ------------------------- | ----------------- | ----- |
| 2016 |                     |                           | Nal               | [ 4 ] |
| 2017 |                     |                           |                   |       |
| 2018 |                     |                           | Rogério Marinho   |       |
| 2019 |                     |                           | Rogério Marinho   |       |

### Casal de Mestre-sala e Porta-bandeira
| Ano  |  | Nome                             |  | Ref.  |
| ---- |  | -------------------------------- |  | ----- |
| 2016 |  | Felipe Gabriel e Ana Carvalho    |  | [ 4 ] |
| 2017 |  |                                  |  |       |
| 2018 |  | Felipe Gabriel e                 |  |       |
| 2019 |  | Felipe Gabriel e Cândida Gabriel |  |       |

## Carnavais
| Ano                   | Colocação   | Grupo    | Enredo | Ref.        |
| --------------------- | ----------- | -------- | --- | ----------- |
| 2004                  |             |          | No palco da vida, o manual da sobrevivência mostra a saída                                                                          | [ 1 ]       |
| 2006                  | 4º lugar    | Especial | Da caverna à Sapucaí - A magia da dança vem aí                                                                                      | [ 1 ]       |
| 2007                  | 5º lugar    | Especial | Depende de Nós Fazermos da Amizade a Nossa Voz / Coreógrafa – Edna Aparecida de Almeida                                             | [ 1 ]       |
| 2009                  | Campeã      | Acesso   | A Itália para Nostra Quiririm | [ 1 ] [ 2 ] |
| 2010                  | 3º lugar    | Especial | Lágrimas | [ 1 ]       |
| 2011                  | 4º lugar    | Especial | A página vira e o mundo gira, por desejo ou necessidade a história continua!                                                        | [ 1 ]       |
| 2012                  | 5º lugar    | Especial | No Escuro | [ 1 ]       |
| Não desfilou em 2013. |             |          | |             |
| 2014                  | Campeã      | Acesso   | No Palco da vida tem artistas de rua                                                                                                | [ 1 ] [ 3 ] |
| 2015                  | 5º lugar    | Especial | Do berço da humanidade, sob o véu, a força e o amor, Aeroporto canta Mulher                                                         | [ 1 ]       |
| 2016                  | Campeã      | Acesso   | Sou ritmo, sou resistência! Vim da senzala até a academia! Aeroporto hoje vem mandigar! Capoeira: uma arte genuinamente brasileira! | [ 1 ] [ 4 ] |
| 2017                  | Vice-campeã | Especial | Maracatu, a força dos baques toca o coração do sambista!                                                                            | [ 1 ] [ 5 ] |
| 2018                  | Campeã      | Especial | Loucura ou Revolução? 25 anos da Sociedade Alternativa do Leão                                                                      | [ 6 ]       |